# Stephen Harriman Long
Stephen Harriman Long (Hopkinton, Nuevo Hampshire, 30 de diciembre de 1784 — Alton, Illinois, 4 de septiembre de 1864) fue un ingeniero, explorador y militar estadounidense. Como inventor, destacó por su evolución en el diseño de la locomotora de vapor y como oficial del Ejército, por haber dirigido una expedición científica de vanguardia a lo largo de las Grandes Llanuras, que él describió con una frase que se hizo muy famosa, el «Gran Desierto Americano». El pico Longs, de la cordillera Front, en el estado de Colorado, lleva su nombre.

## Biografía

### Primeros años
Stephen Harriman Long nació en Hopkinton, Nuevo Hampshire, hijo de José y Lucy (Harriman) Long. Recibió un A.B. por el Dartmouth College en 1809 y un A.M. de Dartmouth en 1812. En 1814, fue comisionado como teniente de ingenieros en el Ejército de los Estados Unidos. En marzo de 1819 se casó con Martha Hodgkins, natural de Filadelfia (Pensilvania).
Al mes siguiente, como mayor brevet del Ejército de los EE. UU., fue nombrado para dirigir una expedición a través del Oeste americano, en las zonas adquiridas en la Compra de Luisiana. El propósito específico del viaje era encontrar las fuentes del río Platte, del río Arkansas y del río Red.
En 1817, el mayor Long encabezó una excursión militar remontando el río Misisipi hasta las cataratas de San Antonio (Falls of St. Anthony), cerca de la confluencia con el río Minnesota. Como resultado de sus recomendaciones, el Ejército estableció Fort Snelling para evitar las incursiones de los indios contra los colonos en el Valle Alto del Misisipi. Después, ya como oficial del cuerpo de Ingenieros Topográfos del Ejército de EE. UU., dirigió varias expediciones en las zonas fronterizas de los Estados Unidos y Canadá, reconociendo el Alto Valle del Misisipi, el río Rojo del Norte y la región sur de Canadá.
Después de sus expediciones militares oficiales, el mayor Long pasó varios años dedicado a estudiar y construir el Ferrocarril de Baltimore y Ohio («Baltimore and Ohio Railroad»). En 1826 recibió su primera patente por su trabajo en las locomotoras de vapor. Long recibió muchas más patentes de diseño de locomotoras y trabajó con otros ingenieros del Ejército en la planificación y la construcción del ferrocarril.
En 1832, junto con William Norris y otros socios empresariales, formó la Sociedad Americana de Transporte de Vapor («American Steam Carriage Company»). La empresa se disolvió en 1834 debido a las dificultades para fabricar la locomotora según los diseños de Long.
El ya coronel Long recibió una excedencia para trabajar en el recién incorporado Ferrocarril del Atlántico Occidental («Western & Atlantic Railroad»), en Georgia. Su salario anual se fijó en $5.000, se firmó el contrato el 12 de mayo de 1837 y su cargo era el de jefe de máquinas para la W & A, un puesto que desempeñó hasta el 3 de noviembre de 1840. Llegó al norte de Georgia a finales de mayo y su estudio se inició en julio y en noviembre ya había presentado un informe inicial, que la construcción siguió casi exactamente.
En 1838 fue nombrado para ocupar un cargo en el recién formado cuerpo de ingenieros topográficos de EE. UU. Murió en Alton, Illinois, en 1864.

### Expediciones al río Misuri y al río Platte

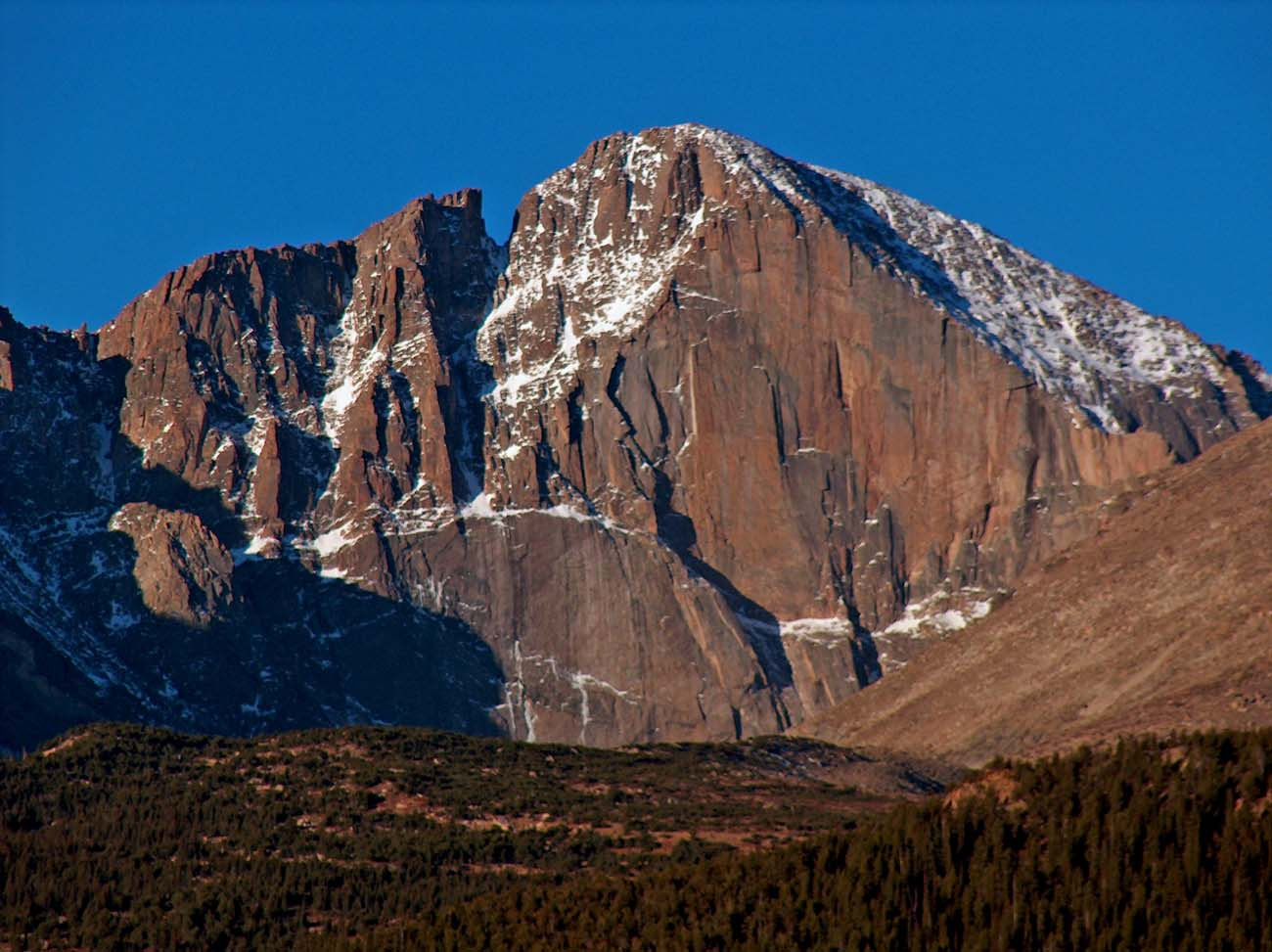
El pico Longs (4.346 m), en Colorado.

El Major Long fue el líder de la primera exploración científica del río Platte. Su partida incluía varios científicos que estudiaron la geografía y los recursos naturales de la zona. Finalmente, Long se convirtió en uno de los exploradores más prolíficos de la época, cubriendo unas 26 000 millas en cinco expediciones. Como la mayoría de los ingenieros, Long tenía una larga capacitación universitaria y estaba interesado en la búsqueda de orden en el mundo natural, y dispuesto a trabajar con la tecnología más moderna de la época. Los ingenieros tenían básicamente dos únicos puntos de vista que los diferenciaba de los otros pioneros: geográficos y tecnológicos.
En julio de 1819, se incorporó a la Expedición a Yellowstone del general Henry Atkinson, viajando de San Luis hasta las Montañas Rocosas a bordo del vapor Western Engineer. Este fue el primer vapor que remontó el río Misuri en el territorio de la Compra de Luisiana. El 17 de septiembre, el vapor llegó a Fort Lisa, un fuerte comercial perteneciente a la Missouri Fur Company, la compañía peletera fundada por William Clark, Andrew Henry y Manuel Lisa. Estaba cinco millas al sur de Council Bluffs. El grupo de Long construyó sus cuarteles de invierno cerca y lo llamó «Acantonamiento de los Ingenieros» (Engineer Cantonment).
En un mes, Long regresó a la costa oriental, y el mes de mayo siguiente, sus órdenes habían cambiado. En lugar de explorar el río Misuri, el presidente James Monroe había decidido que Long dirigiese una expedición remontando el Platte hasta las montañas y regresase a lo largo de la frontera con las colonias españolas. Explorar esa frontera era vital, ya que John Quincy Adams acaba de concluir el tratado con España, que dibujaba una nueva frontera de EE. UU. hasta el Pacífico. El 6 de junio de 1820, Long y 19 hombres remontaron el Platte por su orilla norte y se reunieroncon los indios pawnee y otoe. El 14 de octubre de 1820, 400 omahas se reunieron con Long; el jefe Big Elk hizo el siguiente parlamento:

Aquí estoy, Padre Mio, y todos estos jóvenes que ves por aquí son los tuyos, aunque sean pobres y pequeños, sin embargo, son tus hijos. Toda mi nación ama a los blancos y siempre los han amado. Algunos piensan, Padre Mio, que has traído todos estos soldados aquí a tomar nuestras tierras para vosotros, pero yo no lo creo. Si bien soy un pobre indio sencillo, sé que esta tierra no serviría a tus agricultores. Si creyera que el mal corazón llevara incluso a tomar esta tierra, que no deseo, que yo sepa no hay madera suficiente para su uso por los blancos.
Here I am, my Father; all these young people you see around here are yours; although they are poor and little, yet they are your children. All my nation loves the whites and always have loved them. Some think, my Father, that you have brought all these soldiers here to take our land from us but I do not believe it. For although I am a poor simple Indian, I know that this land will not suit your farmers. If I even thought your hearts bad enough to take this land, I would not fear it, as I know there is not wood enough on it for the use of the white.

Después de encontrar y nombrar el pico Longs y las montañas Rocosas, viajaron por el río Platte Sur hasta la cuenca del río Arkansas. La expedición se dividió, y Long dirigió a su grupo hacia el río Red. Lo perdieron, al topar con grupos indios hostiles, y tuvieron que comer sus propios caballos para sobrevivir antes de que finalmente se reunieran con la otra partida de la expedición en Fort Smith, en Arkansas. Long y su grupo de científicos pudieron aprender mucho que contar del país y tuvieron la oportunidad de mostrar la bandera de los EE. UU. por esos nuevos territorios. Entre los naturalistas que le acompañaban estaban el reconocido botánico William Baldwin, que fallecería un año después, el también botánico Titian Peale y el entomólogo Thomas Say.

### Informe de la expedición de 1820

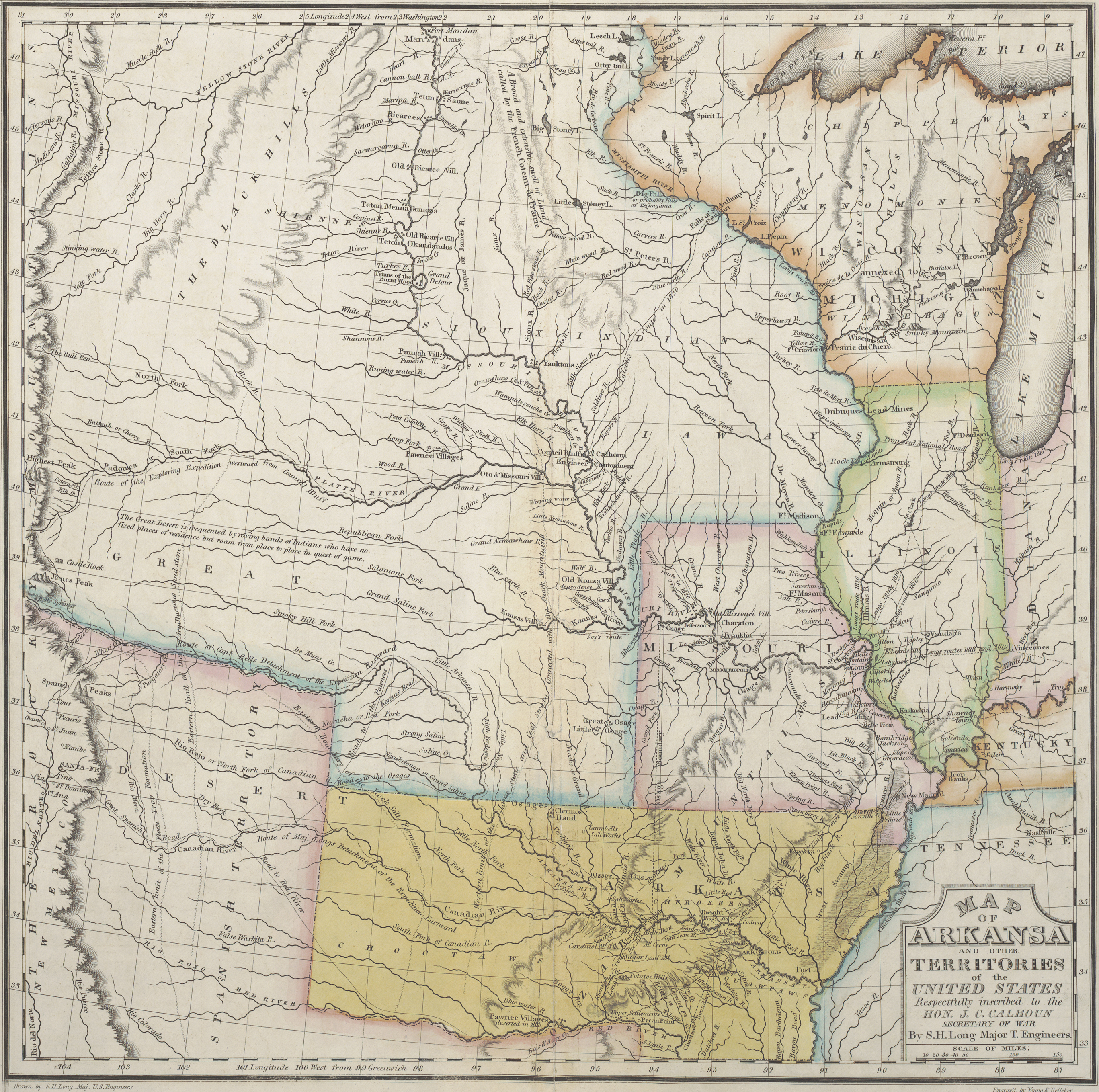
Stephen Harriman Long, Geographical, Statistical and Historical Map of Arkansas Territory, 1822

En su informe de la expedición de 1820, Long escribió que las planicies de las actuales Nebraska y Oklahoma eran «no aptas para el cultivo y, por supuesto, inhabitables para un pueblo dependiente de la agricultura» (unfit for cultivation and of course uninhabitable by a people depending upon agriculture). En el mapa que hizo de sus exploraciones, llamó a la zona «Gran Desierto» (Great Desert). Long estimó que el área etiquetada como «Gran Desierto» sería más adecuada como un amortiguador frente a los españoles, británicos y rusos, que compartían el continente con los estadounidenses. También comentó que la parte oriental boscosa del país debía ocuparse antes de que la república intentase una nna nueva ampliación hacia el oeste. Comentó que el envío de colonos a esa zona se encontraba fuera de lugar. Dada la tecnología de la década de 1820, Long seguramente estaba en lo cierto: había poca madera para casas o combustible, mínimas superficie con agua, suelos arenosos, inviernos duros, enormes manadas de bisontes (búfalos), indios hostiles y medios de comunicación no fáciles. Sin embargo, resultó irónico que las tribus nativas hubieran podido vivir allí durante siglos y que, al final del siglo XIX, ese «Gran Desierto» se hubiera convertido en el granero de la nación.
Dos fueron los principales resultados de esta expedición: una descripción exacta de las vida y costumbres indias, tal como existían entre los omahas, otoes y pawnees y su descripción de la tierra al oeste del río Misuri como un «desierto». Se publicó el relato de la expedición y la parte botánica y naturalística fue encomendada a Edwin James, que lo recogió en 1823 en Account of an Expedition from Pittsburgh to the Rocky Mountains.

### La expedición de 1823 al río Rojo del Norte
La expedición de Long de 1823, remontando el río Minnesota (entonces conocido como el río St. Peter («St. Peter's River») hasta las cabeceras del río Rojo del Norte, que luego descendió hasta alcanzar los puestos comerciales de la Hudson's Bay Company de Pembina y Fort Garry, un puesto ; desde allí, siguió en canoa a través de la Canadá británica, hasta llegar al lago Hurón. A veces se confunde esta expedición con su primera expedición al río Red, en los actuales estados de Texas y Oklahoma. La expedición al río Rojo del Norte fue una expedición separada, a la que fue asignado más tarde, y que completaba una serie de exploraciones concebidas por Lewis Cass y llevadas a cabo por David B. Douglass, Henry Schoolcraft, y otros, además de por el mayor Long.
La expedición de 1823 fue calificada principalmente como un reconocimiento científico y una evaluación de las posibilidades de comercio, pero probablemente tenía objetivos militares no divulgados y, desde luego, era vista con recelo por las autoridades británicas en el Canadá. En esta expedición durante un tiempo estuvo acompañado por el aventurero italiano Giacomo Beltrami, que discutió con Long y dejó la expedición cerca de Fort Garry. La expedición alentó a los comerciantes estadounidenses a impulsar el comercio de pieles en el norte de los actuales estados de Minnesota y Dakota y fomentó el desarrollo de las rutas del río Rojo y un pintoresco capítulo del comercio de carros tirados por bueyes, entre la colonia del río Red y Fort Garry, vía Pembina, y el desarrollo de los nuevos poblados de Saint Paul (Minnesota) y Mendota (Minnesota).
La Convención anglo-estadounidense de 1818 había establecido en su segundo artículo que el paralelo 49°N era la frontera entre los Estados Unidos y las posesiones de Su Majestad el rey de Gran Bretaña e Irlanda, siendo las tierras al norte parte de Canadá y de la Corona Británica, y, las del sur, de los Estados Unidos. La expedición de Long de 1823 fue la encargada de marcar esa frontera según lo estipulado en el tratado.

## Trivia

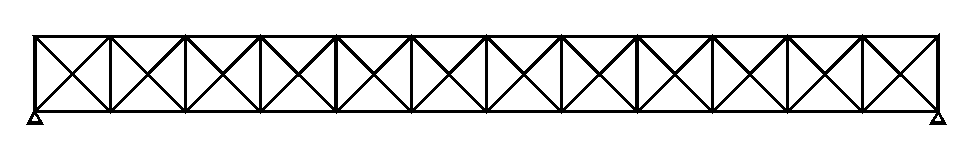
Esquema de la viga en celosía Long.

Una de las vigas en celosía planas, la celosía Long lleva su nombre en reconocimiento a Long.